# 德国邮政编码

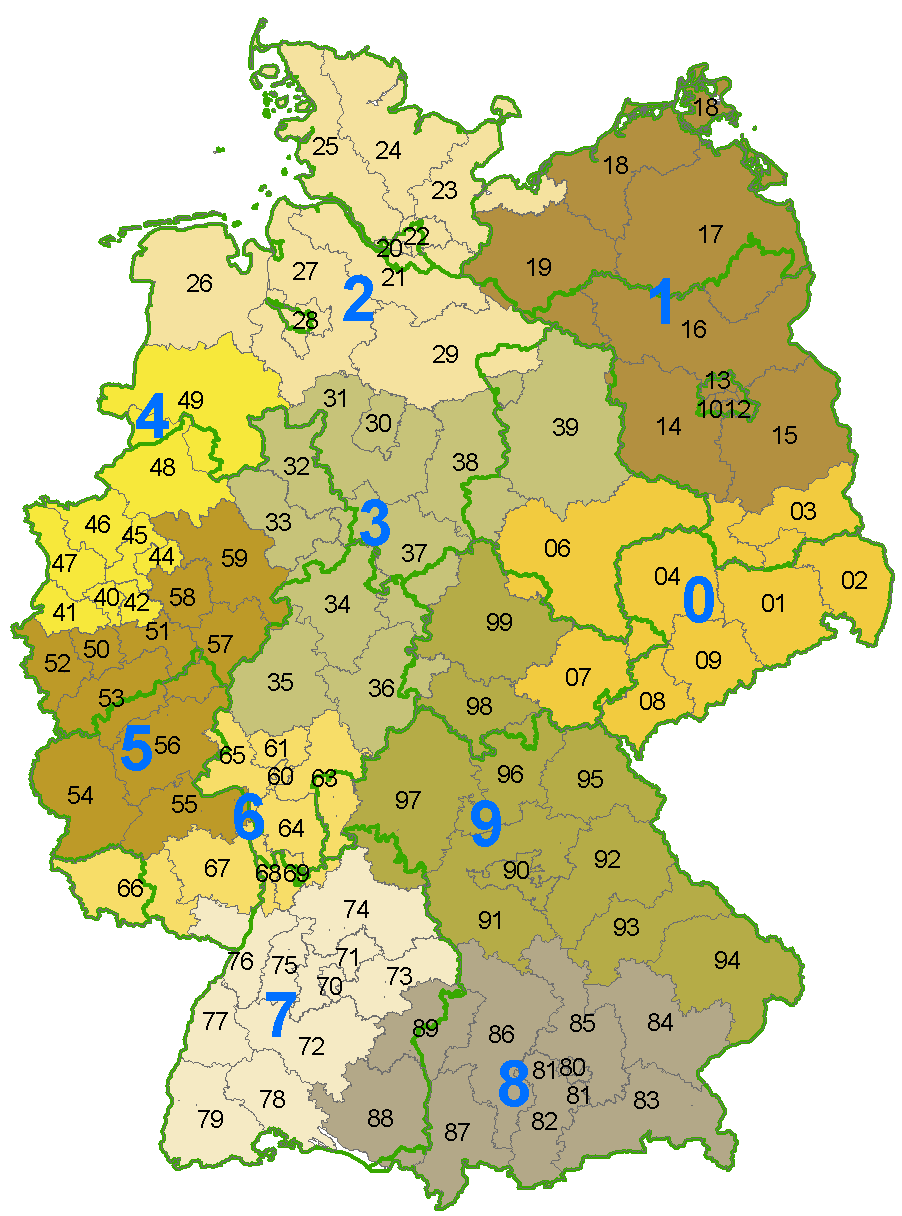
德国邮政编码地图

德国邮政编码（德語：die Postleitzahl，缩写PLZ）。用于引导邮件传输的数字。
现行邮编一共有五位，前两位代表省或州；后三位数字代表城市地区。

## 发展历史

### 邮编的雏形
德国的邮编历史可追溯至1853年。当时以邮政业务发家的图恩-塔克西斯家族 （Thurn und Taxis）在個人邮政系统中开始使用一种环形数字的印章。借助印章，Thurn-und-Taxis-Post的管理部门在1853年首次实现了从数字范围内识别某个地区的地点。从1854年10月1日分配给Lehesten邮局的338号开始，这些号码是随机分配的。
1917年，卡尔博贝在一个组织方案中将德国划分为大城市区、地区区域和地方区域，邮政编码系统的引入在二战中被证明是合理的。

### 两位邮编

#### 使用
从1941年至1960年代，德国开始大规模地推广使用两位数字的邮编。

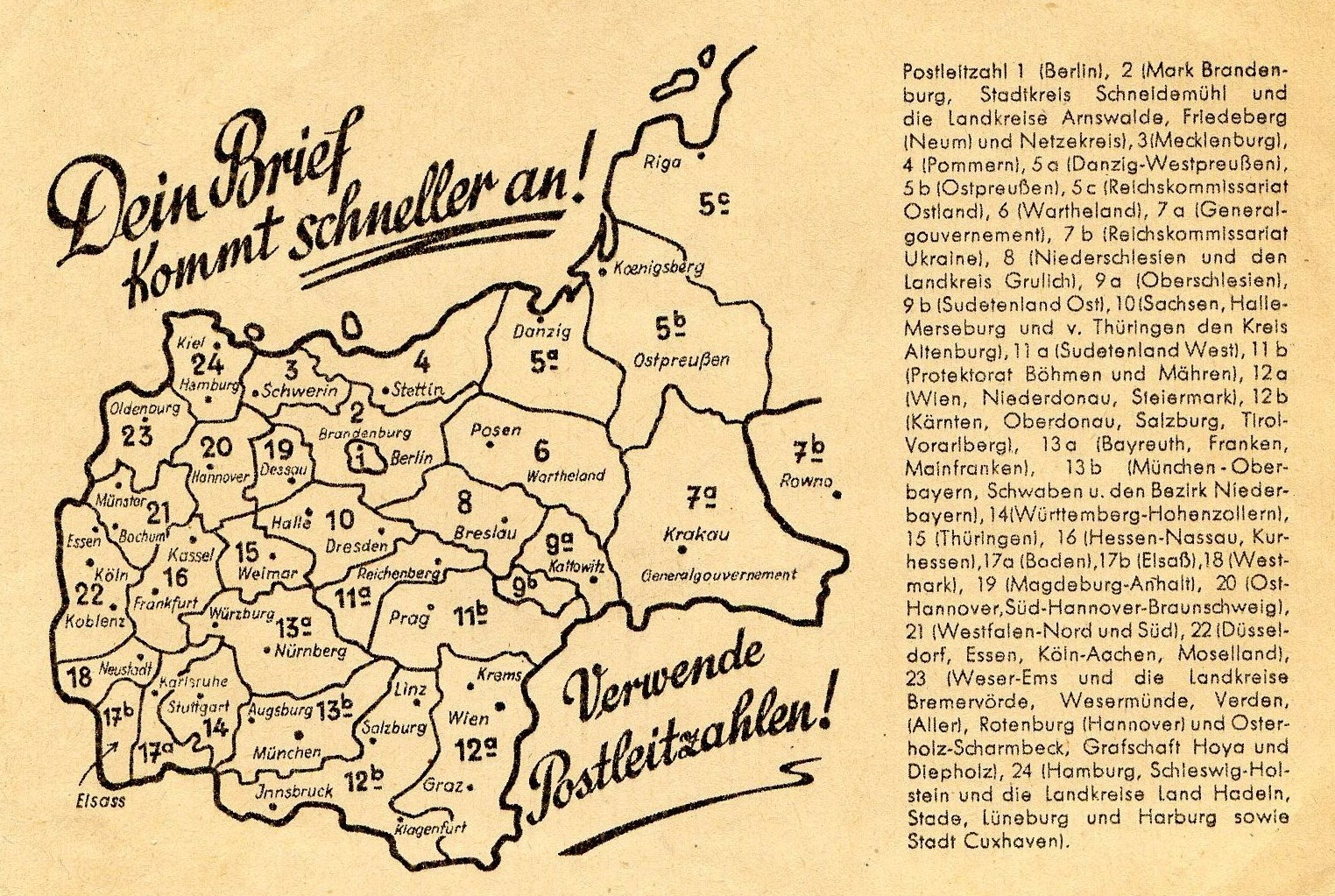
1943年德国邮编地图，其中包括了被占领的波兰、奥地利、乌克兰等地区

随着二战德国领土的迅速扩展，出现了许多新的地名。两位数字的邮编已经不够使用，同时也出现了不少重名的城镇，这使得邮递情况越发的复杂。
1941年7月25日，帝国邮政部通过407/1941号命令在其官方公报中宣布引入“包裹引导区域”。 
有24个包裹引导区域，区域编号为1至24个 。

#### 弱点
两位数邮编有个致命弱点就是可用的组合数有限，这就导致一个较大的区域往往只能使用一个邮编。
在二战期间，邮件量大幅增加。而且大多数對分拣邮件有经验的邮政工人已被徵入德意志国防军，并被经验不足的邮件分拣员和地理知识不足的外国工人取代，导致投递时间明显增長。 
与此同时，对于邮政企业随之而来的是操作时间、人力成本以及各项运营费用的增加，同时还面临着人手短缺的问题。
以至于1957年3月11日，当时的邮政部部长Richard Stücklen不得不要求邮政管理总局减少铁路干线分支的邮政运输。1959年3月20日该部长提出了“建立基于目的地的引导性编码体系”的运营计划，为新的邮编系统奠定了基础。

### 四位邮编

#### 出现
冷战开始后为应对复杂的情况，西德于1961年正式公布4位数的邮政编码，同时也成为了世界上第一个在全国范围内推行邮政编码的国家。
“...为了您将来向苏占区寄送邮件的利益，請在邮寄时於邮政编码前添加字符‘x’并且不带连字符...”

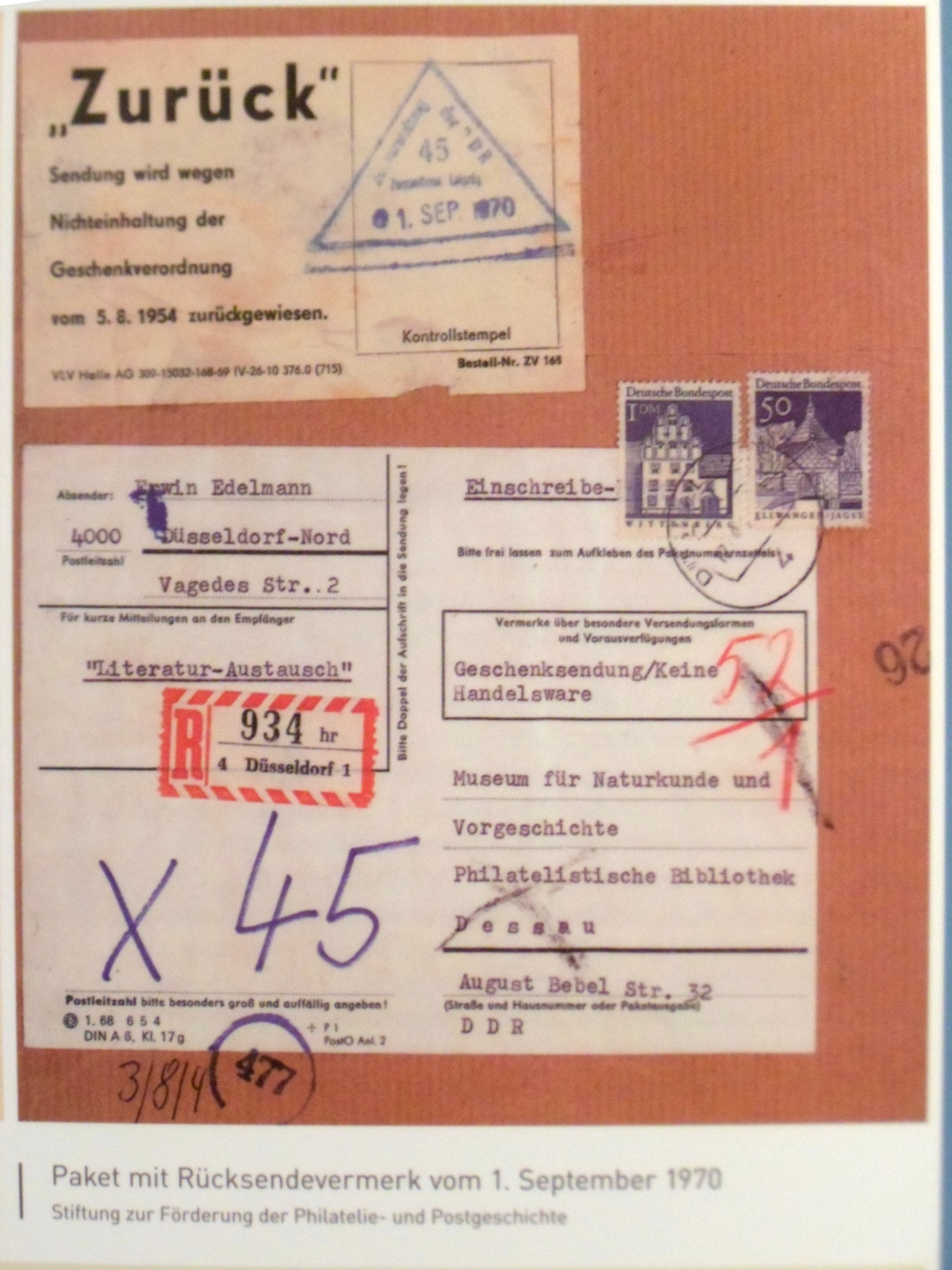
來自東德的海關文件

直到1974年，这种做法一直用于由西向东的信件，因为德意志联邦共和国尚未承认东德是一个州。同理，自1964年8月起，从东德寄往“欧洲和海外其他邮政管理部门”的信件在邮政编码前面标有零 (0-)，意思是“向西德和西柏林”。
1979年引入电子科技处理的过程中，东德以前的两位或三位邮政编码通过添加零变为四位数。

#### 问题
随着1990年两德统一，邮政编码系统出现了问题。许多相同的邮政编码在东部和西部皆存在，出现了800个地区使用了重複邮编码的情况。
为了区分地区，德国人民尝试了诸多办法，统一邮编系统的改革迫在眉睫。

### 重新设计邮编系统
1990年6月，东西两德的邮政部门联合成立了“邮政项目联合会”，由原西德邮政部门负责人Heimo Thomas主持，来研究邮编系统的设计。
1991年5月联合会开始以達姆施塔特作为研究对象，整理国外的邮政管理经验并进行分析，选出了3种比较好的编号系统。最终，因高自动化的编码体系以及较低的成本而採用五位数字邮编。

### 五位邮编

#### 特点
新版五位邮编前两位为目的地区的编号，按照新版邮政系统以及邮局位置分配。后三位则根据客户的位置、收件方式以及是否为“大客户”来分配。另外还预留了一定的编码，应对各种突发状况以及部分临时需求。

#### 研究和配置
1991年5月，项目组开始了技术层面的研究。由370个邮政管理人员以及25个专业的规划管理人员协力完成，最终预设了六万个规划用编码以及约60万条规划涉及的街道。最终这些数据被远程传输到科隆的计算机中心。
1992年9月开始约40个工作人员在Henry Ristedt先生的指挥下夜以继日地对输入和数据和档案库中的数据进行核对，完成最终的邮编信息数据库。尽管有计算机的加持，初版数据库依然用了一个星期的时间才完成。

#### 分配
在分配过程中，东部的萨克森州以及萨克森-安哈特州的部分地区拿到了数字“0”；其余的数字以“0”作为起点，按由小及大的顺序绕着逆时针的方向画了一个圆。这样设计的主要原因在于新邮编的第一位数字有70%不用进行调整，省去了重新编码的时间和成本。
1993年6月，五位邮编上线进入倒计时，德国信件收发站点均已做好准备，为工作人员做好了新版邮编的培训。

### 邮编黄页
与此同时，邮编黄页出版在即，第一版的错误被严格控制在千分之一，并且每四年需要在政府档案以及可视图文系统（Bildschirmtext，缩写为BTX）中更新一次。
1993年3月开始，德国市民就可以以10马克（约合5欧元）的价格购买到邮政编码簿的第一版发行样本。每本都有大约1000页，重达1.3公斤。德国有五家印刷厂承接了印刷黄页的大工程。印刷成品由13,000名工作人员负责运输，并分发至客户手中，在同年5月底完成了所有分发任务。

## 后期宣传
为了能尽量缩减改革所带来的经济负担， 项目组早在1991年夏天开始寻求广告、营销、公共关系方面的咨询和帮助。
在征求了广告专家的意见之后，项目团队决定以重塑“新邮政”（neue Post）的企业形象作为商业宣传重点，而不是单单宣传一个新的邮编系统。
1992年德国邮政在电视广告中投放了一支广告短片：短片中有一只手将德国版图的拼图拼装起来， 以表示德国邮政势必会将所有的德国地区全覆盖。这条广告使得同款的地图拼图售罄
1993年1月底，德国邮政向一部分企业和个人客户发送了信件，并准备了约3500个装有真实数据的软盘和约46,000个装有虚拟测试数据的软盘作为软件编译的数据库，以及7万份新版邮编更新手册来分发给大客户
在普通用户方面，15万名快递人员通常会携带一款名为 “邮政服务电脑辅助学习工作站” 的移动设备，不断向用户普及新版邮编。
1993年1月29日，德国邮政部门就邮编主题举办了“德国史上最大记者招待会”：德国近500个城市的市长同时宣布了所在城市的新版邮编号码。

## 现状
德国目前为止共有29,000个邮编（理论上可以创造出100,000个邮编），其中16,500个邮编为个人邮箱，3,100个为大客户使用邮编，另有8,200个用于快递配送。此外还有800个临时邮编。
现行邮编的第一位为大区（Zone，或者Leitzone），第二位代表地区。邮编的前两位一起被称为引导区。邮编后三位的分配通常是按照从个人邮箱，到大客户（收发件数量较大的客户），最后为信件收发室的顺序由低到高进行分配。
德国还有大约1700个专属邮编。一般而言，要求企业或者机构有较大的信件量，特殊的职能，或者有着特殊的地理位置才可以获得专属邮编。

## 周边
1993年，六位德国当时顶级制片人以及一位漫画家参与制作了具有艺术美感的系列广告片。 

同时销量不错的还有相关主题的邮票，设计者为来自慕尼黑的一位教授。邮票名称为“新版邮编”，发行量为3000万张。

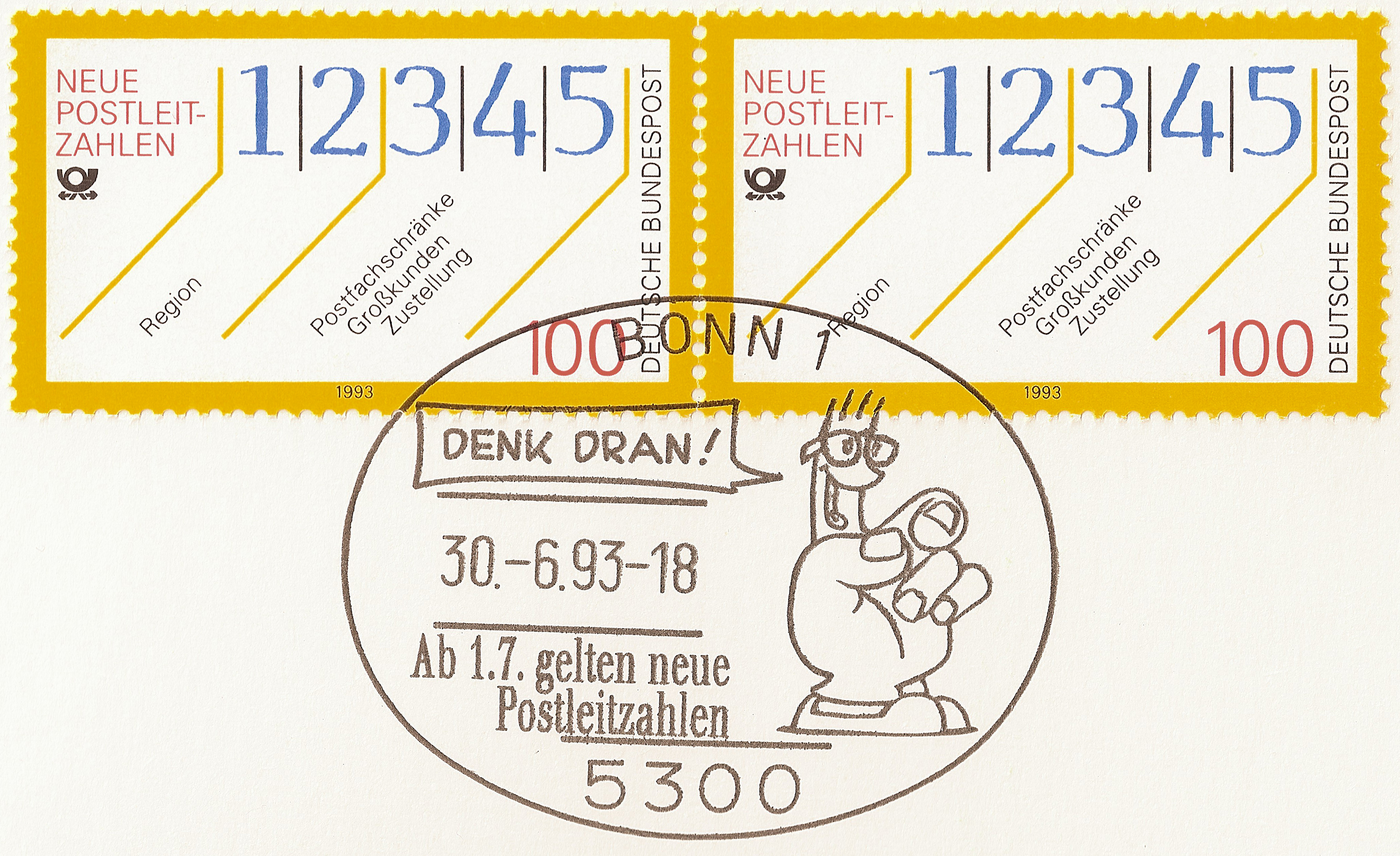
名为新版邮编的邮票

而且在这张邮票上还展示了新版邮编的不同位数的含义。
与此同时还出现了一个名为Rolf的吉祥物。这个吉祥物出自汉堡著名漫画家Ully Arndt的工作室，是一个黄色的由五根手指组成的形似手的形象。在新邮编正式启用的前一周。此外，Rolf还有自己的漫画和动画短片，在它诞生不久就已经有了自己的粉丝团。 